# Jomhouri-e Eslami
Jomhouri-e Eslami (persiano جمهوری اسلامی ) è la testata giornalistica iraniana che ha avviato le sue pubblicazioni il 30 maggio 1979, come quotidiano del Partito della Repubblica Islamica. All'inizio esso usciva sotto l'egida del Partito della Repubblica Islamica e il suo direttore responsabile era Ali Khamenei. Mir Hosein Musavi era il suo direttore editoriale.
Anche dopo lo scioglimento del Partito della Repubblica Islamica, il Jomhouri-e Eslami ha continuato le sue pubblicazioni.